# Grand Terrace

Położenie Grand Terrace w hrabstwie San Bernardino

Grand Terrace – miasto w Stanach Zjednoczonych położone w południowo-zachodniej części hrabstwa San Bernardino w Kalifornii. Liczba mieszkańców 11 626 (2000).

## Położenie
Grand Terrace położone jest w rejonie metropolitalnym Los Angeles, oraz w regionie Inland Empire. Znajduje się ok. 93 km na wschód od Los Angeles. Położone jest pomiędzy miastami Riverside i San Bernardino. Otoczone jest dwoma pasmami górskimi
ze wschodu Blue Mountain i La Loma Hills z zachodu.

## Historia
Osadnictwo na terenie miasta rozpoczęło się na przełomie XIX i XX wieku. W 1962 powstała Izba Handlowa (Chamber of Commerce) Grand Terrace. Prawa miejskie od 1978 roku.
Według pisma Money Magazine Grand Terrace znajduje się w Top 100 najlepszych miejsc do mieszkania w USA.